# 八木澤壯一
八木澤 壯一（やぎさわ そういち、1937年 - ）は、日本の建築学者。東京電機大学名誉教授（2000年4月授与）。

## 来歴
1961年に東京都立大学工学部建築工学科を卒業する。
東京電機大学教授を2000年3月まで務めた後に共立女子大学に転じた。
葬祭場・火葬場に関する研究・調査と、その建築計画・設計の実務にも携わり、多くの作品を手がけてきている。建築物に限らず、「葬送」に関する多くの著作を残してきており、広い意味での「葬送・葬祭・葬祭場・火葬・火葬場」に関する研究と実務を系統的に建築計画の一分野として確立した。
祭典新聞の編集者であった山床節子と共に「葬送文化研究会」を設立したほか、NPO法人「街づくりと資産継承ネットワーク協議会」の理事長を務める。